# Fasettfjellet
Der Fasettfjellet (norwegisch für Facettenberg) ist ein 2423 m hoher Berg im ostantarktischen Königin-Maud-Land. Im nordöstlichen Teil des Borg-Massivs ragt er nördlich des Flogstallen auf.
Norwegische Kartografen, die ihn auch benannten, nahmen anhand von Luftaufnahmen und Vermessungen der Norwegisch-Britisch-Schwedischen Antarktisexpedition (1949–1952) und der Dritten Norwegischen Antarktisexpedition (1956–1960) aus den Jahren von 1958 bis 1959 eine Kartierung vor.